# Haroldius cardoni
Haroldius cardoni là một loài bọ cánh cứng trong họ Bọ hung (Scarabaeidae).